# Грибоводство

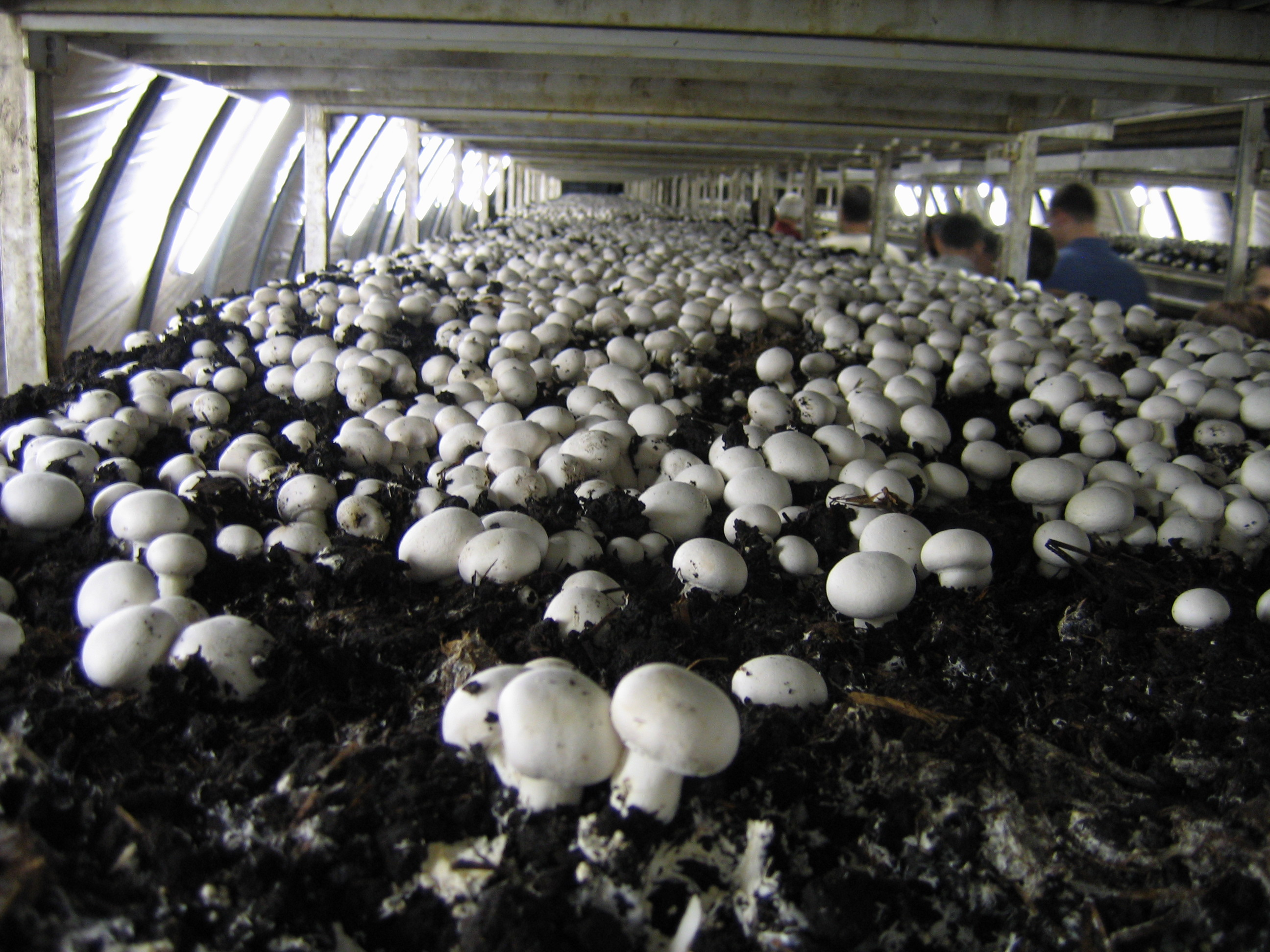
Выращивание шампиньонов

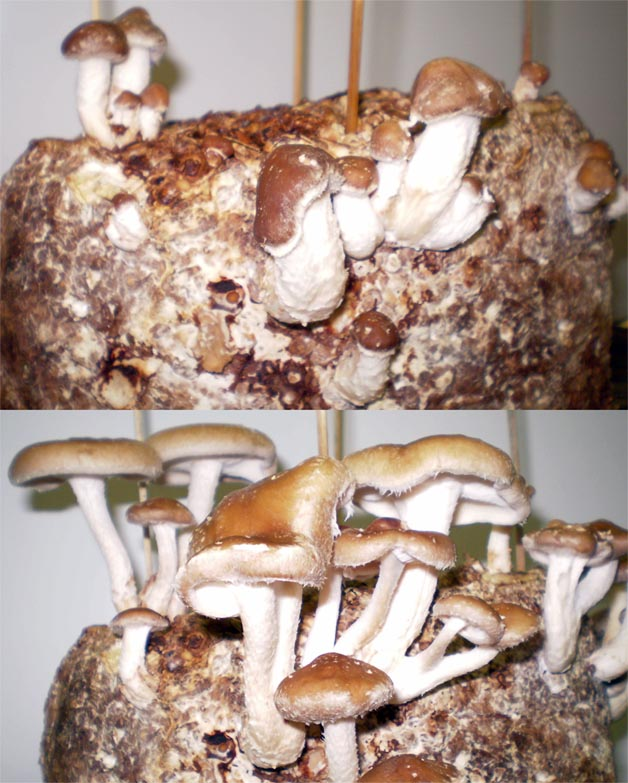
Выращивание шиитаке

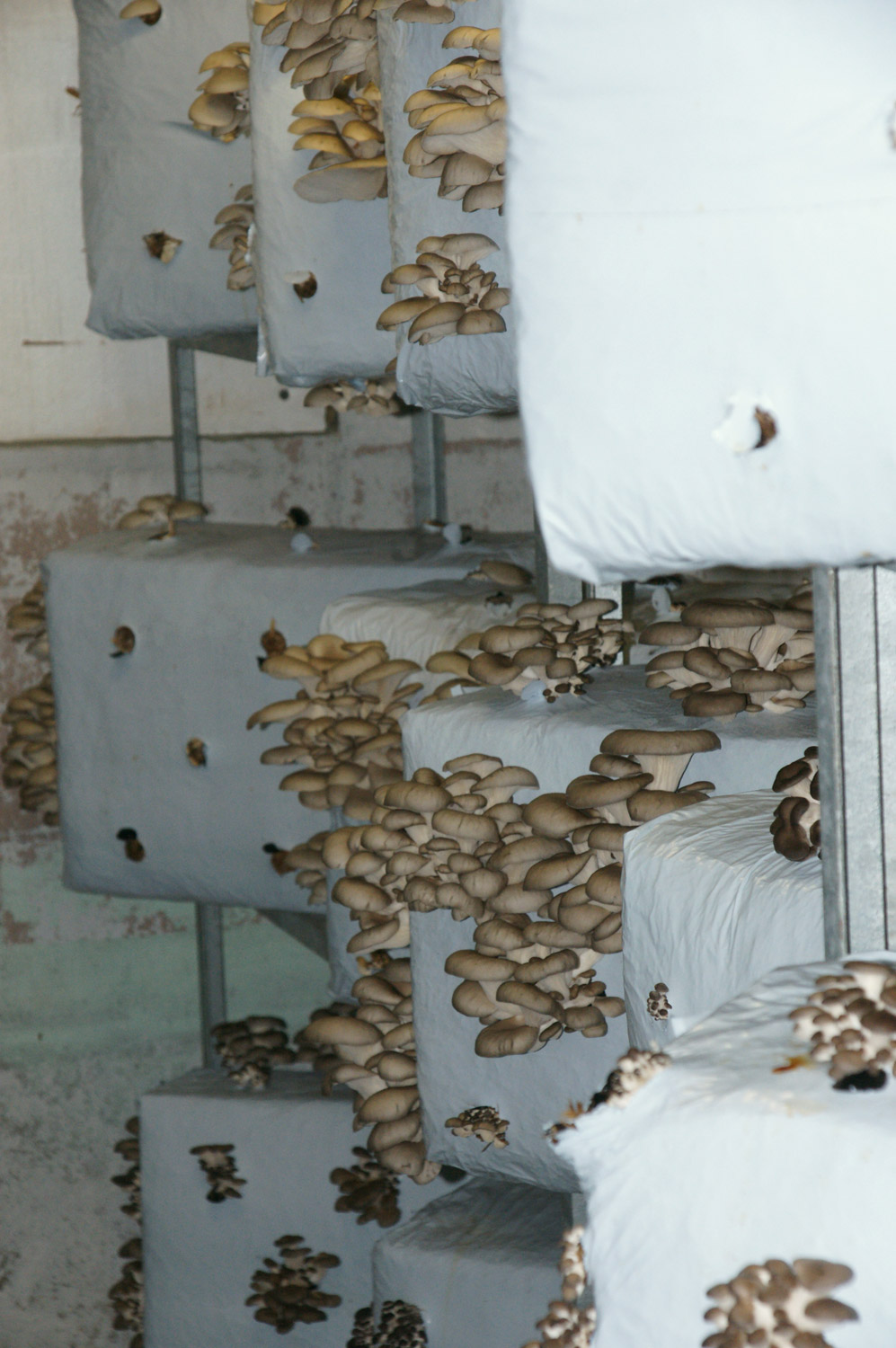
Вёшенка обыкновенная

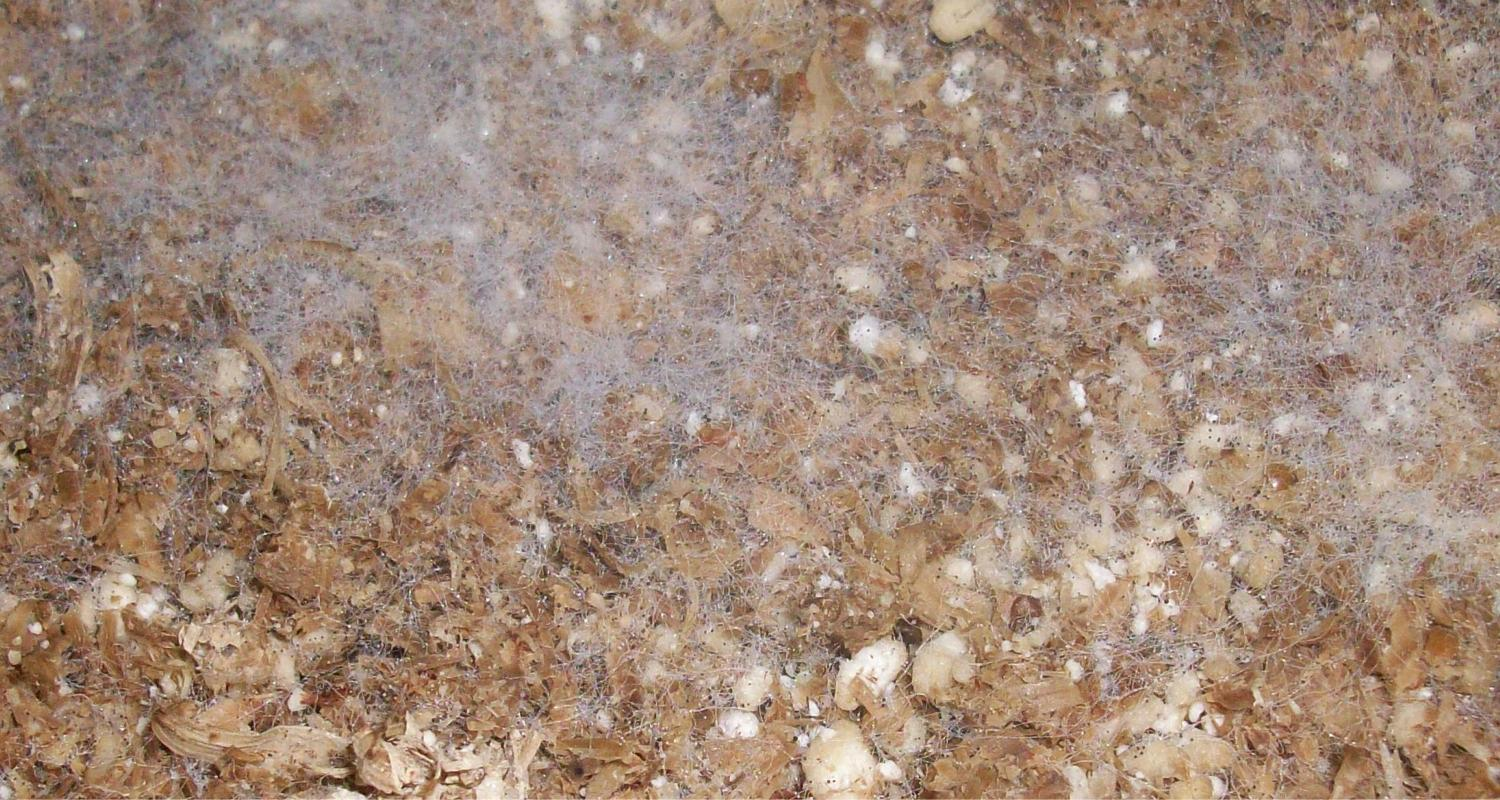
Мицелий при выращивании вёшенки

Грибово́дство — отрасль сельского хозяйства, занимающаяся культивированием и переработкой различных видов съедобных грибов (шампиньонов, вёшенок, шиитаке и других) и производством мицелия. В настоящее время различают промышленное грибоводство (включающее культивирование и переработку) и любительское грибоводство (включающее собирательство дикорастущих грибов).

## Технологии выращивания грибов
Для разведения лучше всего подходят сапротрофные грибы, для которых легко можно подобрать подходящий субстрат — удобренную почву, древесину, опилки, солому или навозный компост. Чаще всего выращивают виды грибов, плодоносящие в течение длительного сезона или круглый год. Были попытки выращивать виды с чётко выраженной сезонностью плодоношения, такие, как сморчки, но их разведение оказалось нерентабельным для промышленности и может быть пригодным только для любителей.

### Выращиваниемикоризныхгрибов
Для разведения грибов из этой группы необходимо создание специальных экологических условий, максимально близких к природным. В естественных или специально посаженных лесах засевают почву мицелием или спорами гриба. Требуется длительный период для развития мицелия и образования микоризы, первый урожай можно получить только через несколько лет, иногда через 10—15 лет, бывают и вовсе неудачные попытки заражения дерева-хозяина микоризой. Но это единственный способ выращивания таких ценных грибов как трюфели, белый гриб. В некоторых странах существуют плантации по выращиванию маслят.

## Грибоводство в России
Общий объём потребления грибов в России в 2003 году составил около 500 тысяч тонн, то есть около 3 кг на человека в год. Однако до 80—90 % из них составляли дикоросные грибы и лишь до 10—20 % — культивируемые грибы. Причём большая часть культивируемых и переработанных грибов (до 80 %) в стране приходится на импортную продукцию (Китай, Польша, Нидерланды, Бельгия).
Объём производства свежих культивируемых грибов в России в 2008 году составил лишь 12,3 тысяч тонн (в том числе: шампиньоны — 8100 т, вёшенка — 4000 т, фламмулина (опёнок) — 200 т и шиитаке — 10 т); объём промышленной переработки лесных дикоросных грибов — ещё около 8,0 тысяч тонн. Объём импортной продукции в 2008 году в стране составил более 158,1 тысяч тонн, из которых около 20 % — свежие (30 тыс. т.) и более 80 % — переработанные грибы (в том числе бланшированные — 66 тыс. т., маринованные — 32 тыс. т., замороженные — 28 тыс. т., сушёные — 1,5 тыс. т., для короткого хранения — 0,6 тыс. т.). Потребление культивируемых и переработанных грибов в России составляет 1,3 кг на человека в год, в том числе 0,7 кг приходится на шампиньоны.
Объём производства свежих культивируемых грибов в России в 2011 году сократился до 11,6 тысяч тонн (в том числе: шампиньоны — 8800 т, вёшенка — 2700 т, фламмулина (опёнок) — 50 т и шиитаке — 12 т); объём промышленной переработки лесных дикоросных грибов — ещё около 15,0 тысяч тонн. Объём импортной грибной продукции в 2011 году в стране составил 160 тыс. тонн, из которых около 30 % — свежие (47,3 тыс. т.) и 70 % — переработанные грибы (в том числе бланшированные — 61,3 тыс. т., маринованные — 23,4 тыс. т., замороженные — 27,0 тыс. т., сушёные — менее 0,6 тыс. т., для короткого хранения — более 0,4 тыс. т.).
Мощным стимулом для развития грибоводства в России стало продовольственное эмбарго 2014 года, запретившее поставку грибов из ряда зарубежных стран. Новые проекты в отрасли позволят производить десятки тысяч тонн грибов в год.
В 2015 году объём производства культивируемых грибов в России составил 14,2 тыс. тонн, что на 21,4 % выше уровня предыдущего года. В структуре производства 73 % объёма приходится на шампиньоны, 27 % — на вёшенку.
К 2020 году объём производства культивируемых грибов в России кратно вырос и составил 86,3 тыс. тонн с перспективами дальнейшего роста.

## Культивируемые съедобные грибы
- Аурикулярия
- Вёшенка
- Вольвариелла
- Гипсизигус (Hypsizygus)
- Гриб-зонтик пёстрый (Macrolepiota procera)
- Грифола курчавая (Grifola frondosa)
- Дрожалка (Tremella)
- Ежовик гребенчатый (Hericium erinaceus)
- Ложноопёнок серопластинчатый (Hypholoma capnoides)
- Навозник белый (Coprinus comatus)
- Опёнок зимний (Flammulina velutipes)
- Опёнок летний (Kuehneromyces mutabilis)
- Полёвка цилиндрическая (Agrocybe cylindracea)
- Рядовка фиолетовая (Lepista nuda)
- Спарассис курчавый (Sparassis crispa)
- Строфария морщинисто-кольцевая (Stropharia rugosoannulata), или кольцевик
- Трюфель
- Чешуйчатка съедобная (Pholiota nameko)
- Шампиньон
- Шиитаке (Lentinula edodes)